# Collotheca wiszniewskii
Collotheca wiszniewskii är en hjuldjursart som beskrevs av Zoltan Varga 1938. Collotheca wiszniewskii ingår i släktet Collotheca och familjen Collothecidae. Inga underarter finns listade i Catalogue of Life.